# Mónica Saravia Soriano
Mónica Emperatriz Saravia Soriano (Callao, 15 de junio de 1969 - Lima, 12 de junio del 2022) fue una abogada, politóloga y política peruana. Fue regidora del Municipio de Lima por el Partido Popular Cristiano, desde enero del 2011 hasta diciembre del 2014.

## Biografía
Nació en el distrito de Bellavista, ubicado en el Callao, el 15 de junio de 1969.
Estudió la carrera de Derecho en la Universidad Nacional Mayor de San Marcos y logró graduarse como abogada en 1996. También realizó una maestría en Derecho Constitucional en la Pontificia Universidad Católica del Perú y un diplomado en el Instituto de Estudios Humanos en Santiago de Chile.

## Carrera política
Fue miembro del Partido Popular Cristiano desde temprana edad y ha sido asesora del Congreso de la República, de las comisiones de la violencia cotidiana de la mujer y de la tercera vicepresidencia. Posteriormente fue oficial de proyecto de OTI USAID y jefa de gabinete de asesores del Ministerio de la Mujer y Desarrollo Social. Así mismo, fue asesora de la presidencia del Consejo de Ministros del Perú cuando era liderada por Beatriz Merino.
Ha sido Consultora de International Idea, Policy Usaid y Save The Children Suecia. Fue asesora de la bancada de Unidad Nacional en el parlamento y representó a su país en importantes foros internacionales como la IV Conferencia de Partidos Políticos de la Organización de Estados Americanos (OEA).
Su primera participación política se inicia cuando postula al Congreso de la República por Unidad Nacional en las elecciones parlamentarias del 2006. Durante la campaña, se hizo conocida al decir que su partido aprobaría la "píldora del día siguiente", lo que causó un cisma en la alianza ya que su vocero Xavier Barrón desmintió tal propuesta, sin embargo, él también fue desmentido ya que su lideresa, Lourdes Flores apoyó la propuesta de Saravia. Al culminar las elecciones, no resultó elegida.
Posteriormente ha sido presidenta del comité electoral nacional para las elecciones internas de su partido (julio de 2007). Fue elegida secretaria nacional de la mujer del PPC y fue, desde marzo del 2006, miembro de la Red Mundial de Mujeres por la Democracia del Instituto republicano Internacional. Asesoró a la Defensoría del Pueblo.

### Regidora de Lima
En las elecciones municipales del 2010, fue incluida en la lista de regidores por Lima encabezados por Lourdes Flores como candidata al Municipio de Lima. Saravia resultó elegida como regidora para el periodo 2011-2016.

## Fallecimiento
El 12 de junio del 2022, Mónica Saravia falleció a los 52 años tras ser víctima de leucemia. Sus restos fueron velados en el distrito de Surco (Lima).